# Acacia leprosa
Acacia leprosa é uma espécie de leguminosa do gênero Acacia, pertencente à família Fabaceae.